# سفارة تشيلي في ألمانيا
سفارة تشيلي في ألمانيا هي أرفع تمثيل دبلوماسي لدولة تشيلي لدى ألمانيا. تقع السفارة في ميته وهي تهدف لتعزيز المصالح التشيلية في ألمانيا.

## وصلات خارجية
- قائمة سفارات تشيلي
- قائمة السفارات في ألمانيا